# Nishi e Higashi E
Nishi e Higashi E (ニシエヒガシエ?) è un brano musicale del gruppo musicale giapponese Mr. Children, pubblicato come loro quattordicesimo singolo il 11 febbraio 1998, ed incluso nell'album Discovery. Il singolo ha raggiunto la prima posizione della classifica Oricon dei singoli più venduti in Giappone, vendendo 663 730 copie. Il brano è stato utilizzato come tema musicale del dorama televisivo Kirakira Hikaru.

## Tracce
CD Singolo TFDC-28080
1. Nishi e Higashi e (ニシエヒガシエ)
2. Nishi e Higashi e EAST Remix (ニシエヒガシエ)
3. Nishi e Higashi e WEST Remix (ニシエヒガシエ)

## Classifiche
| Classifica (1998) | Posizione più alta |
| ----------------- | ------------------ |
| Giappone (Oricon) | 1                  |